# Справа Янгулбаєвих
«Справа Янгулбаєвих» — умовна назва суспільно-політичного скандалу, який спалахнув у Росії в січні 2022 року. Юрист « Комітету проти тортур» Абубакар Янгулбаєв заявив про зникнення в Чечні кількох десятків своїх родичів.
Після цього чеченські силовики насильно відвезли його матір Зарему Мусаєву (дружину відставного федерального судді) з Нижнього Новгорода до Грозного, де вона стала фігуранткою кримінальної справи і була відправлена до СІЗО. Брата Абубакара, Ібрагіма, оголосили у федеральний розшук, його батько та сестра поспіхом виїхали з Росії.

## Передісторія
Сім'я Янгулбаєвих належить до чеченського тайпу Келой. Сайді Янгулбаєв зробив кар'єру у слідчих та судових органах Чеченської республіки: став членом Верховного суду Чечні. Середній син судді, Ібрагім, вів паблік у соціальних мережах, де писав про історію Чечні та порушення прав людини.
У листопаді 2015 року, за словами Абубакара Янгулбаєва, їхнього батька та двох братів викликав до себе в резиденцію голова Чечні Рамзан Кадиров. Там було багато людей з оточення Кадирова. Кадиров висловив претензії щодо інтернет-публікацій Ібрагіма. Якоїсь миті, як розповідає Сайді Янгулбаєв, Ібрагіма почали бити. Почалася бійка. Після першого побиття, коли батькові та двом синам і так уже сильно дісталося, за твердженням Абубакара Янгулбаєва, їх намагалися змусити злизувати їхню власну кров із підлоги, але вони відмовилися. Потім їх ще раз побили, і, за словами старшого сина, лише тоді Кадиров вимагав припинити побиття. Батька та старшого сина відпустили, а Ібрагіма залишили у резиденції Кадирова. Сайді Янгулбаєва змусили піти у відставку, сказавши йому, що якщо він цього не зробить, свого сина він може більше не побачити. Сім'я не бачила Ібрагіма півроку. Виявилося, що весь цей час він був у підвалі будівлі місцевого СОБРу. Його звільнили лише тому, що у нього загострився апендицит.
2017 року Ібрагім став фігурантом кримінальної справи про порушення міжнаціональної ворожнечі. Він півтора роки провів у СІЗО, після декриміналізації цієї статті Кримінального кодексу Російської Федерації отримав свободу, і після цього сім'я Янгулбаєвих виїхала з Чечні до Нижнього Новгорода.
Старший син судді, Абубакар, став правозахисником та юристом «Комітету проти тортур». Він регулярно робив різкі заяви про керівництво Чечні, про переслідування, яких зазнавала його сім'я. Його запідозрили, що саме він веде опозиційний телеграм-канал 1ADAT.
У грудні 2021 року Абубакар Янгулбаєв повідомив про зникнення своїх родичів у Чечні. Він розповів, що нарахував близько 40 зниклих родичів. До січня 2022 року йому стало зрозуміло, що насправді їх було близько 50. Він дав кілька інтерв'ю, в яких заявив, що пов'язує те, що відбувається, з критикою членів його сім'ї на адресу Рамзана Кадирова. Коли у самого глави Чечні на прес-конференції наприкінці грудня запитали про зникнення родичів опозиціонерів, він заговорив про честь сім'ї та кровну помсту.
Через кілька днів після того, як Абубакар Янгулбаєв заявив про зникнення родичів, у нього вдома у П'ятигорську провели обшук у справі про виправдання тероризму. Незабаром Абубакар Янгулбаєв з міркувань безпеки виїхав із Росії.

## Затримання та кримінальна справа Зареми Мусаєвої
Увечері 20 січня 2022 року чеченські поліцейські прийшли до квартири Сайді Янгулбаєва у Нижньому Новгороді. Вони продемонстрували повідомлення слідчого УМВС Росії у Чеченській Республіці про приведення Сайді Янгулбаєва та Зареми Мусаєвої на допит як свідків у справі про шахрайство, яке розслідують у Грозному. До квартири Янгулбаєвих прибули юристи «Комітету проти катувань» Сергій Бабинець та Олег Хабібрахманов. Вони сказали поліцейським, що допит, якщо він потрібний, можна провести на місці. Але поліцейські увірвалися в квартиру, юристів заштовхали в одну кімнату, Сайді Янгулбаєва разом з дочкою — в іншу, а Зарему Мусаєву, що знепритомніла, волоком витягли з квартири без взуття і верхнього одягу. У Зареми цукровий діабет їй необхідно регулярно робити ін'єкції інсуліну, інакше вона може впасти в діабетичну кому. Крім того, у неї була підозра на COVID-19. Ліки, які юристи намагалися передати співробітникам поліції, вони не взяли.
Зарему Мусаєву вивезли до Чечні, де її засудили до 15 діб адміністративного арешту за звинуваченням у «дрібному хуліганстві». Глава Чечні Рамзан Кадиров потім заявив, що Мусаєва вже в Грозному напала на поліцейського і мало не покалічила його. Заремі Мусаєвій було висунуто звинувачення за ч. 2 ст. 318 КК РФ (застосування насильства щодо представника влади) та Старопромисловий районний суд Грозного 2 лютого 2022 року обрав їй запобіжний захід у вигляді взяття під варту.

## Інші події
Затримання Мусаєвої стало приводом низки висловлювань, що викликали резонанс. Абубакар Янгулбаєв та член Ради при президенті РФ з розвитку громадянського суспільства та прав людини (СПЛ) Ігор Каляпін засудили дії чеченських силовиків. У свою чергу глава Чечні Рамзан Кадиров заявив про законність дій представників республіканського МВС у Нижньому Новгороді і виступив із жорсткою критикою сім'ї Янгулбаєвих. Зокрема, він висловив думку, що деякі її члени «закликають до тероризму та екстремізму», що членів сім'ї Янгулбаєвих треба затримати і покарати, «а якщо чинитимуть опір, то знищити як посібників терористів»; пізніше він зажадав від іноземних урядів, щоб втікачів повернули до Чечні. Він також назвав терористами Каляпіна, а також журналістку «Нової газети» Олену Мілашину, яка займається розслідуваннями порушення прав людини на Північному Кавказі та в Чечні, зокрема, і зажадав їх затримання.
23 січня 2022 року стало відомо, що Сайді Янгулбаєв разом з дочкою виїхав з Росії.
31 січня 2022 року Вісаєтовський суд Грозного ухвалив заочне рішення про взяття Ібрагіма Янгулбаєва під варту. Він знаходиться у федеральному розшуку у кримінальній справі за статтею про публічні заклики до тероризму (ч. 2 ст. 205.2 КК РФ).
Депутат Державної думи Адам Делімханов оголосив Янгулбаєвим кровну помсту. 1 лютого 2022 року в прямому ефірі в Instagram чеченською мовою він пообіцяв відрізати голови членам сім'ї Янгулбаєвих, а також тим, хто перекладе це відео російською мовою. Раніше із погрозами на адресу сім'ї Янгулбаєвих виступив і глава Чечні Рамзан Кадиров.
2 лютого 2022 року у Грозному пройшов мітинг, учасники якого палили та топтали портрети Янгулбаєвих; за офіційними даними, мітингувальників було близько 400 тисяч. Рамзан Кадиров заявив, що учасники мітингу йдуть дорогою джихада.
3 лютого 2022 року колегія суддів Чечні позбавила Сайді Янгулбаєва недоторканності за «невідповідність вимогам статусу судді».

## Реакція російської федеральної влади
Прес-секретар президента Росії Дмитро Пєсков 21 січня 2022 року новину про викрадення Мусаєвої прокоментував так: «Взагалі фантастична історія. Ми вважаємо за краще не вірити просто таким повідомленням без будь-яких підтверджень. Аж надто в неправдивий час ми живемо», а 24 січня, відповідаючи на запитання журналістів, заявив, що звинувачення в тероризмі є право будь-якого громадянина, у тому числі і політика, і голови регіону.

## Міжнародна реакція
23 січня 2022 року на інтернет-сайті дипломатичної служби ЄС з'явилася заява із закликом до влади Росії звільнити Мусаєву, провести розслідування обставин того, що сталося, і покласти край переслідуванню захисників прав людини, членів їхніх сімей, та негайно звільнити затриманих за сфабрикованими звинуваченнями. У заяві також сказано, що від російської влади чекають також ефективного та швидкого розслідування всіх випадків позасудових страт, тортур та інших випадків грубого порушення прав людини у Чечні.